# Thiou (Burkina Faso)
Pour les articles homonymes, voir Thiou (homonymie).
Thiou (ou Tiou, Tiu) est une localité du Burkina Faso, chef-lieu du département de Thiou, dans la province du Yatenga et la région du Nord. 

## Situation
À proximité de la frontière avec le Mali, elle se trouve à mi-chemin entre Ouahigouya, capitale de la région du Nord, et Koro, la première ville malienne après la frontière.

## Climat
Thiou est doté d'un climat de steppe sec et chaud, de type BSh selon la classification de Köppen, avec des moyennes annuelles de 28,5 °C pour la température et de 545 mm pour les précipitations.

## Histoire
Dans la seconde moitié du XIXe siècle, Thiou est, en alternance avec Bouro et Bango, l'une des résidences des chefs Dialloubés.

## Population
Lors du recensement de 2006, on y a dénombré 7 856 habitants. 

## Éducation
En 2016-2017, la localité possède quatre écoles primaires publiques.

## Économie
Au cœur du Sahel, Thiou vit principalement de l'agriculture de subsistance et de l'élevage et doit faire face à de nombreuses difficultés : terres dégradées, couvert végétal pauvre et rareté voire absence de point d'eau. En réponse aux effets des sécheresses répétitives, l'Association pour la promotion de l'élevage au Sahel et en savane (APESS) a été créée en 1989. Une foire du fourrage se tient à Thiou chaque année.